# Dectodesis luctans
Dectodesis luctans är en tvåvingeart som först beskrevs av Munro 1929.  Dectodesis luctans ingår i släktet Dectodesis och familjen borrflugor. Inga underarter finns listade i Catalogue of Life.